# Eothenomys miletus
Eothenomys miletus és una espècie de mamífer rosegador de la família dels cricètids. És endèmic de la Xina (Hubei, Sichuan i Yunnan). El seu hàbitat natural són els boscos montans. És una espècie en risc mínim, és a dir, no sembla que hi hagi cap amenaça significativa per a la seva supervivència. El seu nom específic, miletus, significa ‘llana finíssima’ en llatí.